# Європейська спілка радіомовлення і телебачення
«Європе́йська спі́лка радіомо́влення і телеба́чення» (ЄСРТ) або «Європе́йська мо́вна спі́лка» (ЄМС) (англ. European Broadcasting Union, EBU; фр. L'Union Européenne de Radio-Télévision, UER) була створена 12 лютого 1950 року 23-ма телерадіомовними організаціями з Європи та середземноморського регіону на конференції в курортному містечку Торкі, графство Девон, Велика Британія. ЄМС є найбільшою у світі професійною асоціацією телерадіомовників і станом на 2007 рік має 74 активних члени з 55 країн Європи, Північної Африки та Близького Сходу, а також 43 асоційованих члени з інших 25 країн.
ЄСРТ/ЄМС є організатором конкурсів сімейства «Євробачення» (пісенний конкурс Євробачення, дитячий пісенний конкурс Євробачення, танцювальний конкурс Євробачення тощо). У 2010 році заснувала новий проєкт «Магічне циркове шоу Євробачення» (англ. Eurovision Magic Circus Show).
ЄСРТ/ЄМС також є розпорядником ліцензій на трансляцію чемпіонатів світу з футболу, турнірів УЄФА (Ліга Чемпіонів, Ліга Європи, Суперкубок УЄФА, чемпіонат Європи з футболу), зимових та літніх Олімпійських ігор, ралі «Дакар», інших світових подій.

## Члени ЄСРТ

### Європейські члени ЄСРТ
| Країна               | Компанія-мовник |
| -------------------- | --- |
| Австрія              | Österreichischer Rundfunk (1953) |
| Азербайджан          | Іджтімай Телевізія (2007) |
| Албанія              | Radio Televizioni Shqiptar (1999) |
| Андорра              | Ràdio i Televisió d'Andorra (2002) |
| Бельгія              | Vlaamse Radio- en Televisieomroep і Radio télévision belge de la communauté française (1950) |
| Болгарія             | Bâlgarsko Nationalno Radio, Българска национална телевизия (1993) |
| Боснія і Герцеговина | Public Broadcasting Service of Bosnia and Herzegovina (1993) |
| Ватикан              | Radio Vaticana (1950) |
| Велика Британія      | BBC (1950), United Kingdom Independent Broadcasting — representing Independent Television Network (ITV), Channel 4 and Sianel Pedwar Cymru — Channel Four Wales (1959) |
| Вірменія             | AMPTV (2005) |
| Греція               | Elliniki Radiophonia Tileorassi SA (1950) |
| Грузія               | Georgian Public Broadcasting (2005) |
| Данія                | Danmarks Radio (1950), TV2/Danmark (1990) |
| Естонія              | Eesti Raadio, Eesti Televisioon (1993) |
| Ірландія             | Radio Telefís Éireann (1950) |
| Ісландія             | Ríkisútvarpið (1956) |
| Іспанія              | Radiotelevisión Española (1955), Sociedad Española de Radiodifusión (1975), Radio Popular SA Cope (1998) |
| Італія               | Radiotelevisione Italiana (1950) |
| Кіпр                 | Cyprus Broadcasting Corporation (1968) |
| Латвія               | Латвійське радіо, Латвійське телебачення (1993) |
| Литва                | Литовське національне радіо і телебачення (1993) |
| Люксембург           | CLT Multi Media (1950), Etablissement de Radiodiffusion Socioculturelle du Grand-Duché de Luxembourg (1996) |
| Північна Македонія   | Macedonian Radio-Television (1993) |
| Мальта               | Public Broadcasting Services (1969) |
| Молдова              | Teleradio-Moldova (1993) |
| Монако               | Groupement de Radiodiffusion monégasque — comprising Radio Monte-Carlo, TMC and MCR (1950) |
| Нідерланди           | Netherlands Public Broadcasting (1950) |
| Німеччина            | Arbeitsgemeinschaft der öffentlich-rechtlichen Rundfunkanstalten der Bundesrepublik Deutschland (ARD), comprising Bayerischer Rundfunk, Hessischer Rundfunk, Mitteldeutscher Rundfunk, Norddeutscher Rundfunk, Radio Bremen, Rundfunk Berlin-Brandenburg, Saarländischer Rundfunk, Südwestrundfunk, Westdeutscher Rundfunk, Deutsches Fernsehen, Deutschlandradio, and Deutsche Welle (1952), Zweites Deutsches Fernsehen (ZDF) (1963) |
| Норвегія             | Norsk Rikskringkasting (1950), NO/TV2 (1992) |
| Польща               | Polskie Radio i Telewizja — comprising Polskie Radio і Telewizja Polska (1992) |
| Португалія           | Rádio e Televisão de Portugal (1950) |
| Румунія              | Societatea Româna de Radiodifuziune (1993), Societatea Româna de Televiziune (1993) |
| Сан-Марино           | San Marino RTV (1995) |
| Сербія               | Radio-televizija Srbije (2001) |
| Словаччина           | Rozhlas a televízia Slovenska (1993) |
| Словенія             | Radiotelevizija Slovenija (1993) |
| Туреччина            | Türkiye Radyo-Televizyon Kurumu (1950) |
| Угорщина             | Magyar Rádió, (Угорське телебачення) (1993) |
| Україна              | Національна суспільна телерадіокомпанія України (1993) |
| Фінляндія            | MTV Oy (1993), Oy Yleisradio Ab (1950) |
| Франція              | Groupement des radiodiffuseurs francais — comprising Télévision Française 1, France Télévisions, Canal+, Radio France Internationale and Radio France (1950), Europe 1 (1982). |
| Хорватія             | Hrvatska radiotelevizija (1993) |
| Чехія                | Český rozhlas, Česká televize (1993) |
| Чорногорія           | Radio-televizija Crne Gore (2001) |
| Швейцарія            | SRG SSR idée suisse — Sociéte Suisse de Radiodiffusion et Télévision (1950) |
| Швеція               | Sveriges Television och Radiogrupp — comprising Sveriges Television, Sveriges Radio і Sveriges Utbildningsradio (1950), TV4 (2004) |

### Не європейські члени ЄСРТ
| Країна   | Компанія-мовник |
| -------- | --- |
| Алжир    | Entreprise nationale de Télévision (1969), Entreprise nationale de Radiodiffusion sonore (1969) and Télédiffusion d'Algérie (1969) |
| Єгипет   | Egyptian Radio and Television Union (1950—1957) (1984)                                                                             |
| Ізраїль  | Israel Broadcasting Authority (1957)                                                                                               |
| Йорданія | Jordan Radio and Television Corporation (1969)                                                                                     |
| Ліван    | Télé-Liban (1950) |
| Лівія    | Libya Jamahiriya Broadcasting (1974)                                                                                               |
| Марокко  | Société Nationale de Radiodiffusion et de Télévision (1950—1961) (1968)                                                            |
| Туніс    | Etablissement de la Radiodiffusion-Télévision Tunisienne (1950)                                                                    |

## Кандидати на вступ до ЄСРТ
| Країна      | Компанія-мовник                               |
| ----------- | --------------------------------------------- |
| Казахстан   | Kazakhstan-1 (K-1)                            |
| Катар       | Qatar Radio                                   |
| Косово      | Radio Television of Kosovo (RTK)              |
| Ліхтенштейн | 1 Fürstentum Liechtenstein Television (1FLTV) |
| Марокко     | 2 Morocco Television (2M TV)                  |

## Союзна держава Росії та Білорусі (РФ та РБ)
У 2021—2022 роках три мовники Союзної держави Росії та Білорусі — Перший канал, ВГТРК та НГТРК РБ — були виключені з Європейської мовної спілки через цензуру й політичний режим Володимира Путіна та Олександра Лукашенка.

## Конкурси які організовує ЄСРТ
Зараз до складу «Конкурсів сімейства Євробачення» входить 6 конкурсів. З 1 січня 2010 року «Конкурсами сімейства Євробачення» керує Йорген Франк (Данія).
Рішення про заснування нового конкурсу приймається на засіданні саміту Eurovision TV, який відбувається щороку у квітні.
| Конкурс                              | Стан     | Перший            | Останній       | Супервайзер       | Супервайзер | Офіційний сайт           |
| ------------------------------------ | -------- | ----------------- | -------------- | ----------------- | ----------- | ------------------------ |
| Пісенний конкурс Євробачення         | діючий   | 24 травня 1956    | —              | Йон Ола Санд      | Норвегія    | www.eurovision.tv        |
| Євробачення Юних Музикантів          | діючий   | 11 травня 1982    | —              | Владислав Яковлєв | Росія       | www.youngmusicians.tv2   |
| Євробачення Юних Танцюристів         | діючий   | 16 червня 1985    | —              | Владислав Яковлєв | Росія       | www.youngdancers.tv3     |
| Дитячий пісенний конкурс Євробачення | діючий   | 15 листопада 2003 | —              | Сітце Баккер      | Нідерланди  | www.junioreurovision.tv  |
| Танцювальний конкурс Євробачення     | недіючий | 1 вересня 2007    | 6 вересня 2008 | Таль Барнеа       | Ізраїль     | www.eurovisiondance.tv4  |
| Магічне Циркове Шоу                  | діючий   | 26 листопада 2010 | —              | Надя Буркхардт    | Німеччина   | www.magic-circus-show.tv |

2.↑  У рік проведення конкурсу Євробачення Юних Танцюристів сайт може не працювати.
3.↑  У рік проведення конкурсу Євробачення Юних Музикантів сайт може не працювати.
4.↑  Сайт ліквідовано через те, що конкурс більше не проводиться.